# EcoRodovias
Ecorodovias Infraestrutura e Logistic (EcoRodovias) ist ein brasilianisches Infrastrukturunternehmen mit Sitz in São Paulo. Die Aktivitäten des Unternehmens sind in drei Geschäftsbereiche unterteilt: Autobahn-Konzessionen, Logistik und Häfen. Der Geschäftsbereich Konzessionen konzentriert sich auf die Verwaltung von Mautstraßen mit Verbindungen in die Häfen von Santos, Paranaguá und Rio Grande. Zurzeit verfügt die Firma über zehn Autobahnkonzessionen mit einer Länge von insgesamt 2649 km in acht brasilianischen Bundesstaaten. EcoRodovias ist der zweitgrößte Betreiber von Mautstraßen in Brasilien.
Das Unternehmen ist seit 2010 an der brasilianischen Börse gelistet unter dem Kürzel ECOR3 auf dem neuen Markt B3 mit einem Streubesitz von 31 %. Hauptaktionäre sind die Firmen C. R. Almeida und die Gavio Gruppe.

## Liste der Autobahnen
- Ecovias (Sistema Anchieta-Imigrantes, bestehend aus SP-41 Interligação Planalto, SP-55 Rodovia Padre Manoel da Nóbrega, SP-59 Interligação Baixada, SP-150 Rodovia Anchieta, SP-160 Rodovia dos Imigrantes und SP-248 Rodovia Cônego Domênico Rangoni)
- Ecopistas (SP-70)
- EcoviaCaminho do Mar (SP-277, SP-407, SP508)
- Ecocataratas (BR-277)
- Ecosul (BR-116, BR-392)
- Eco101 (BR-101)
- Ecoponte (BR-101)
- Eco050 (BR-050)
- Eco135 (BR-135)

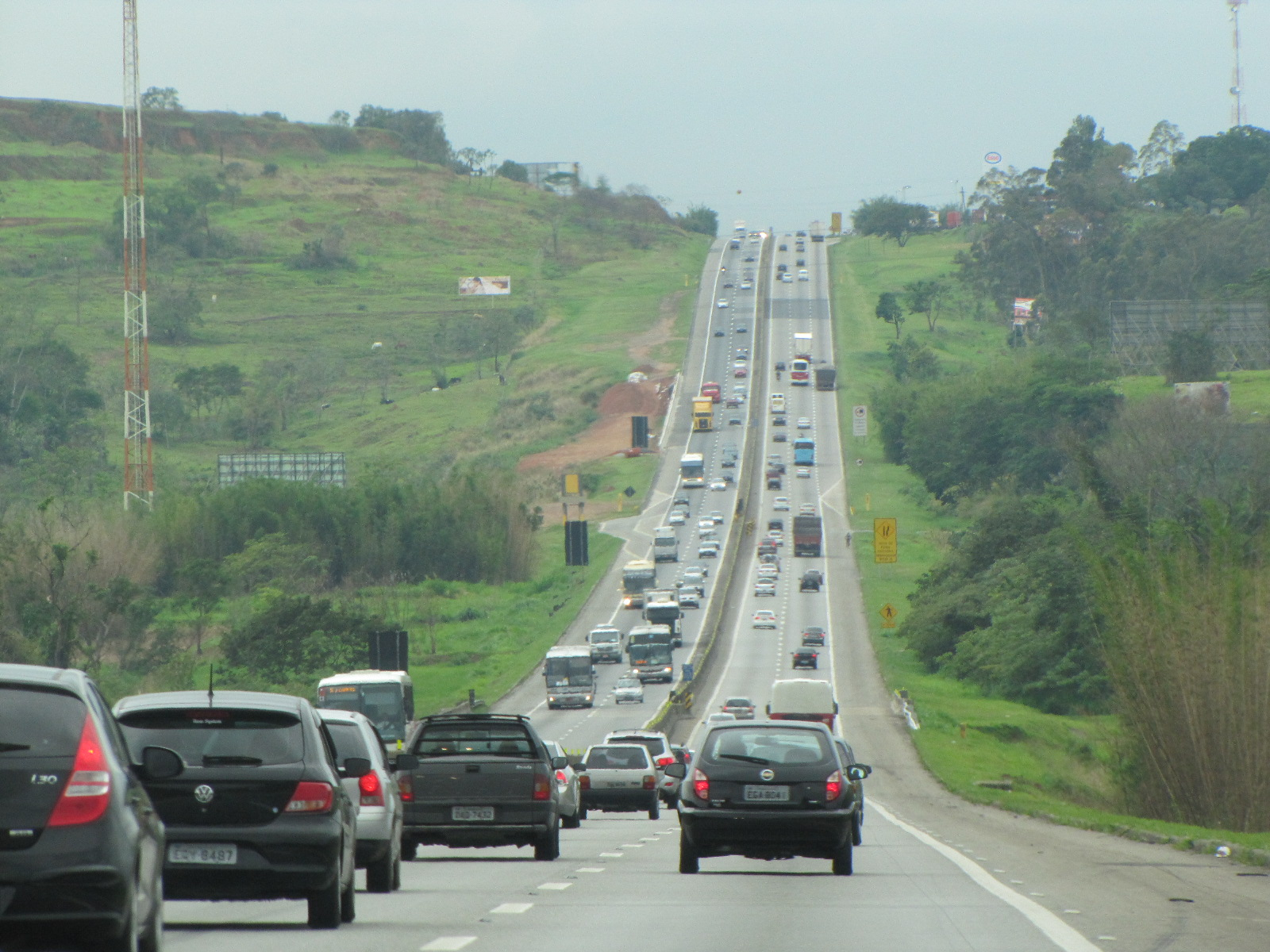
BR-116

Gemäß der Ausschreibung wird die Laufzeit der Konzession auf 20 Jahre festgelegt.